# Frobisher Lake
Der Frobisher Lake ist ein See in der kanadischen Provinz Saskatchewan.

## Lage
Der 421 m hoch gelegene Frobisher Lake befindet sich nordwestzentral in Saskatchewan, 390 km nordnordwestlich von Prince Albert. Nordwestlich benachbart befindet sich der Turnor Lake mit der gleichnamigen Siedlung Turnor Lake. Die Wasserfläche des Frobisher Lake beträgt 397 km², die Gesamtfläche einschließlich Inseln beträgt 516 km². Der See liegt etwa 15 km nördlich des Churchill Lake, in den er über den Simonds Channel abfließt. Der See besitzt wenige offene Wasserflächen. Er besteht zum Großteil aus einem Netz von Kanälen und Buchten, welche von Inseln und Halbinseln gegliedert werden.